# Faulwinkel
Faulwinkel ist eine Ortschaft in der Gemeinde Deutsch-Griffen im Bezirk Sankt Veit an der Glan in Kärnten. Die Ortschaft hat 2 Einwohner (Stand 1. Jänner 2025).

## Lage
Faulwinkel liegt etwa 5 km Luftlinie nordwestlich des Gemeindehauptorts, am sonnseitigen Hang oberhalb des Faulwinkelbachs, einem rechten Nebenbach des Griffenbachs.
Zur Ortschaft gehören der Hof Prostinger (Brustinger, Nr. 3) und das benachbarte Haus Nr. 2. 200 m nordöstlich befinden sich ein paar Nebengebäude am Standort des ehemaligen Wenger-Hofs; die früher unweit westlich davon gelegene Faulwinkelkeusche ist längst abgekommen. Knapp 200 m westlich des Prostingers steht die Veitlhütte.

## Geschichte
Ab Gründung der politischen Gemeinden Mitte des 19. Jahrhunderts gehörte Faulwinkel zur Gemeinde Deutsch-Griffen. Bei der Kärntner Gemeindestrukturreform von 1973 kam der Ort an die damals neu errichtete Gemeinde Weitensfeld-Flattnitz, seit deren Auflösung 1991 gehört die Ortschaft wieder zur Gemeinde Deutsch-Griffen.

## Bevölkerungsentwicklung
Für die Ortschaft ermittelte man folgende Einwohnerzahlen:
- 1869: 3 Häuser, 35 Einwohner[2]
- 1880: 3 Häuser, 34 Einwohner[3]
- 1890: 3 Häuser, 24 Einwohner[4]
- 1900: 3 Häuser, 8 Einwohner[5]
- 1910: 2 Häuser, 6 Einwohner[6]
- 1923: 1 Haus, 7 Einwohner[7]
- 1934: 5 Einwohner[8]
- 1961: 1 Haus, 9 Einwohner[9]
- 2001: 2 Gebäude (davon 2 mit Hauptwohnsitz) mit 2 Wohnungen und 2 Haushalten; 9 Einwohner und 1 Nebenwohnsitzfall; 0 Arbeitsstätten, 1 land- und forstwirtschaftlicher Betrieb[10]
- 2011: 2 Gebäude, 2 Einwohner, 1 Haushalt, 0 Arbeitstätten[11]
- 2021: 2 Gebäude, 2 Einwohner, 1 Haushalt, 1 Arbeitsstätte[12]